# Passiflora mansoi
Passiflora mansoi är en passionsblomsväxtart som först beskrevs av Carl Friedrich Philipp von Martius, och fick sitt nu gällande namn av Maxwell Tylden Masters. Passiflora mansoi ingår i släktet passionsblommor, och familjen passionsblomsväxter. Inga underarter finns listade i Catalogue of Life.